# Dikelocephalus
Dikelocephalus is een geslacht van uitgestorven zeer grote trilobieten tot vijftig centimeter lang, dat leefde tijdens de laatste drie miljoen jaar van het Boven-Cambrium (Sunwaptan). Hun fossielen worden vaak gevonden als gedesarticuleerde sclerieten, in de bovenste Mississippi Valley (noordoost Iowa, zuidoost Wisconsin, centraal in het westen van Wisconsin) en in Canada (Alberta). 

## Beschrijving
Het exoskelet is naar voren afgerond, met de thorax en de zijkanten van het staartscherm (of pygidium) iets taps toelopend tot ongeveer tweederde keer van de breedte over de basis van de stekels aan de achterkant van het hoofdscherm (of cephalon). Aan de zijhoeken van het pygidium kunnen driehoekige of haakvormige stekels zijn, die naar achteren wijzen, terwijl tussen de stekels de achterste marge een hoek van 30-75 graden met de laterale marge is, zacht convex of bijna recht. Als pygidiale stekels ontbreken, wordt de marge geleidelijk afgerond. De thorax heeft twaalf segmenten.
Dikelocephalus is een zeer grote trilobiet (ongeveer veertig centimeter), iets langer dan breed (1⅓ keer), het breedst over de basis van de stekels. De as is minder dan de helft zo breed als elk van de pleurale gebieden links en rechts. Het hoofdscherm (of cephalon) en het staartscherm (of pygidium) hebben ongeveer dezelfde lengte (of isopygeus). Het is nogal variabel in veel van zijn kenmerken. Het cephalon is aan de voorkant afgerond en eindigt in smalle, lange stekels die het pygidium kunnen bereiken. De zijkanten van de thorax en pygidium lopen taps toe, met de breedte over de basis van de pygidiale stekels ongeveer tweederde van de breedte over de basis van de genenstekels. Het cephalon kan bedekt zijn met puistjes in kleine exemplaren, maar pustels worden breder uit elkaar geplaatst en kleiner in grootte. centraal verhoogd deel van het cephalon (of glabella) wordt doorkruist door twee voren, de meest achterwaartse bijna rechte die de occipitale ring definieert, en de frontale bol naar achteren.
Er kunnen nog twee paren groeven zijn, maar deze zijn niet verbonden over de middellijn, het frontale paar naar buiten en naar achteren gericht, en het tweede paar van de voorkant naar buiten. De occipitale ring heeft een dwarse rand net voor de achterste rand en kan een knobbeltje in het midden hebben. De voorkant van de glabella is bot afgerond en de voorste glabellaire groef is ondiep. Het gebied voor de glabella is vlak of licht aflopend, de helft tot een derde lang als de glabella, aan de rand verschillend ontwikkeld, kort en laag, met twee tot vijf enigszins zogenaamde terraslijnen. Ogen maanvormig, een derde tot een vierde zo lang als de glabella, rug loodrecht op de voorkant van de occipitale ring, middenlengte ongeveer even ver van de glabella als de occipitale ring lang is. Vanaf de voorkant van het oog is de hechting van het gezicht naar voren en naar buiten gericht op circa dertig graden, alleen om abrupt naar voren en naar binnen te buigen bij de grensgroef, waarbij de marge op een variabele locatie wordt overschreden, maar niet direct voor de glabella. Vanaf de achterkant van het oog buigt de hechtdraad in het gezicht abrupt naar buiten, om abrupt achteruit te buigen op de halve breedte van het gebied buiten de glabella (de wang of het gena).
De rand van het harde exoskelet, dat onder de ventrale zijde van het cephalon (of doublure) is weggestopt, is extreem breed, bereikt bijna de ventrale zijde van het oog en heeft ongeveer zeventien terraslijnen. Het verhemelte (of hypostoom) is bevestigd aan de voorste doublure, rechthoekig, breder dan lang, met tandachtige verlengingen, waar het hyposoom de binnenmarge van de doublure ontmoet en met een concave achterste marge. De enkele complete gevonden exemplaren hebben twaalf thoraxsegmenten. Een postule in het midden van elke axiale ring kan aanwezig zijn. Frontale marge loodrecht op de middellijn, maar krult geleidelijk achteruit verder naar buiten. Tipstomp in voorste segmenten, eindigend in een korte, naar achteren wijzende rug voor achterste segmenten. Pygidium transversaal elliptisch met twee driehoekige of naar binnen gebogen stekels. Als de helft tot zevenachtste keer zo lang als de pygidium, met vier tot vijf ringen en een aansluitstuk.

### Groei
Bij Dikelocephalus is voor een aantal tekens allometrische groei gevonden. De glabella wordt relatief breder in grootte en in kleine exemplaren heeft de glabella kleine verhoogde uitsteeksels (of puisten), die verder uit elkaar geplaatst en kleiner worden in grootte, om onzichtbaar te worden in specimens van meer dan tien centimeter. De relatieve lengte van de oogkwab neemt af tijdens ontogenie, hoewel slechts in geringe mate bij grotere exemplaren. Ook neemt de lengte van het pygidium (inclusief de stekels) ten opzichte van de pygidiale as af met de grootte.

## Taxonomie
Vroege analyse van de grote morfologische diversiteit in Dikelocephalus resulteerde in het opsplitsen van het geslacht in vele soorten in de eerste helft van de 20e eeuw. Na het toepassen van moderne analysemethoden zoals multivariate analyse, inclusief hoofdcomponentanalyse en niet-metrische multidimensionale schaling aan het einde van de 20e eeuw, bleek de variatie continu te zijn en alle exemplaren behoorden tot dezelfde morfospecies. Dit resulteert in een groot aantal synoniemen voor D. minnesotensis. De enige andere vermeende soort kan D. freeburgensis zijn. De grote variatie in morfologische karakters in deze vroege trilobiet kan worden gezien als een illustratie van Rosa's Regel.

## Verspreiding
De oudste bekende exemplaren van Dikelocephalus zijn gevonden in het bovenste gedeelte van de Tunnel City Group. Sommige van deze vroege exemplaren en alleen die, zijn toegewezen aan D. freeburgensis. Deze specimen kunnen al dan niet buiten het brede morfologische bereik van D. minnesotensis vallen, maar de analyse om dit vast te stellen kon nog niet worden gedaan vanwege het ontbreken van een voldoende grote verzameling van de verzamelplaats. Andere exemplaren van dezelfde afzetting zijn echter vol vertrouwen aan D. minnesotensis toegewezen. D. minnesotensis komt ook voor in het Reno-lid van de Lone Rock-formatie. De meest voorkomende locatie van de soort is de St. Laurence-formatie, die direct boven de afzettingen van de Tunnel City Group ligt. De jongste bekende vondsten zijn afkomstig van het Van Oser-lid van de Jordan-formatie, dat op zijn beurt de St. Laurence-formatie bedekt.

## Soorten
Het geslacht Dikelocephalus werd relatief vroeg opgericht, en bijgevolg zijn veel soorten sindsdien opnieuw toegewezen aan andere geslachten.
- D. iowensis = Crepicephalus iowensis
- D. vanhornei = Walcottaspis vanhornei
- D. corax = Bienvillia corax
- D. bröggeri = Tropidopyge broeggeri
- D. roemeri = Elvinia roemeri
- D. pepinensis = Saukiella pepinensis
- D. crassimarginatus = Tellerina crassimarginatus
- D. megalops = Richardsonella megalops
- D. planifrons = Lauzonella planifrons
- D. magnificus = Hungaia magnifica
- D. sesostris = Pseudosaukia sesostris